# Isabel Machik Tshombe
Ruth Isabel Machik Tshombe est une femme politique et diplomate de la république démocratique du Congo. Elle a été l'ambassadrice de la RDC en France de 2021 à 2022.

## Biographie

### Enfance, formation et débuts
Fille de l'homme d'État Moïse Tshombe, ancien premier ministre, vice-ministre des affaires sociales de 1990 à 2000, et de 2000 à 2001, vice-ministre de la Coopération régionale dans le gouvernement Laurent-Désiré Kabila, elle est nommée en 2001, représentante du chef de l'État à la francophonie sous la présidence de Joseph Kabila.
Elle est nommée, en octobre 2021, ambassadrice de la république démocratique du Congo en France par le président Félix Antoine Tshisekedi. Elle remet ses lettres de créance au président français Emmanuel Macron le 22 juillet 2022.
En décembre 2022, Isabel Tshombe est rappelée à Kinshasa. Le ministère des Affaires étrangères congolais lui reproche des malversations financières, à hauteur de 2,5 millions d'euros dans la gestion de l'ambassade à Paris.

### Carrière politique
Elle fut : 
- En 1990 : Vice-ministre des affaires sociales
- En 2000 : Vice-ministre de la Coopération régionale, dans le gouvernement Laurent Desiré Kabila
- En 2021 : La représentante du chef de l'Etat à la francophonie[8]